# ديين روز
ديين روز هي لاعبة كرة قدم كندية، ولدت في 3 مارس 1999 في نيو تيكومسيث في كندا. شاركت مع منتخب كندا لكرة القدم للسيدات.

## وصلات خارجية
- ديين روز على موقع الاتحاد الدولي (مؤرشف)  (الإنجليزية)
- ديين روز على موقع قاعدة بيانات كرة القدم.إي يو (الإنجليزية)
- ديين روز على موقع Soccerway.com (الإنجليزية)
- ديين روز على موقع أوليمبيديا (الإنجليزية)
- ديين روز على موقع اللجنة الأولمبية الكندية (الإنجليزية)